# Gripet
Le Gripet ou Gripé (de gripa, « saisir », selon Frédéric Mistral) est un « esprit badin souvent serviable », sorte de petit personnage des contes provençaux et languedociens, proche du lutin,,. Selon Paul Sébillot, il se tient sous le lit des femmes en couches et mord les mollets de celles qui les soignent. Dans le Vivarais, il peut aussi tenir les écuries, panser et soigner les chevaux, les protéger, mais faire maigrir ceux qu'il n'aime pas,.